# Criminal Minded
Criminal Minded – pierwszy album nowojorskiej grupy Boogie Down Productions. Jest to krążek, który znacznie wpłynął na późniejszych twórców muzyki hip-hop i nie tylko. Utwory South Bronx oraz The Bridge is Over (Południowy Bronx, Most się skończył) były odpowiedzią na piosenkę Mc Shan'a The Bridge. Shan w swoim utworze twierdził, że kultura hip-hop miała swoje początki w dzielnicy Queensbridge z czym nie zgodził się KRS. Tak powstał beef między nimi, znany jako Bridge Wars. Warstwa liryczna to głównie opis ciężkiego życia w getcie, na które składają się przemoc, morderstwa, handel narkotykami. Strona muzyczna to oparte na heavy metalu oraz reggae beaty.
W 2003 album został sklasyfikowany na 444. miejscu listy 500 albumów wszech czasów magazynu Rolling Stone.

## Lista utworów
| #  | Tytuł                           | Autor                | Produkcja                          | Wykonawca                         |
| -- | ------------------------------- | -------------------- | ---------------------------------- | --------------------------------- |
| 1  | „Poetry”                        | L. Parker, S. LaRock | Ced Gee, Scott La Rock, KRS-ONE    | KRS-One                           |
| 2  | „South Bronx”                   | L. Parker, S. LaRock | Ced Gee, DJ Scott La Rock, KRS-One | D-Nice, DJ Scott La Rock, KRS-One |
| 3  | „9mm Goes Bang”                 | L. Parker, S. LaRock | Ced Gee, DJ Scott La Rock, KRS-One | KRS-One                           |
| 4  | „Word From Our Sponsor”         | L. Parker, S. LaRock | Ced Gee, DJ Scott La Rock, KRS-One | KRS-One                           |
| 5  | „Elementary”                    | L. Parker, S. LaRock | Ced Gee, DJ Scott La Rock, KRS-One | DJ Scott La Rock, KRS-One         |
| 6  | „Dope Beat”                     | L. Parker, S. LaRock | Ced Gee, DJ Scott La Rock, KRS-One | KRS-One                           |
| 7  | „Remix For P Is Free”           | L. Parker, S. LaRock | Ced Gee, DJ Scott La Rock, KRS-One | KRS-One                           |
| 8  | „The Bridge Is Over”            | L. Parker, S. LaRock | Ced Gee, DJ Scott La Rock, KRS-One | KRS-One                           |
| 9  | „Super-Hoe”                     | L. Parker, S. LaRock | Ced Gee, DJ Scott La Rock, KRS-One | DJ Scott La Rock, KRS-One         |
| 10 | „Criminal Minded”               | L. Parker, S. LaRock | Ced Gee, DJ Scott La Rock, KRS-One | KRS-One                           |
| 11 | „Scott LaRock Mega-mix (Bonus)” | S. LaRock            | DJ Scott La Rock                   | DJ Scott La Rock                  |

## Sample
- „Poetry” James Brown „Soul Power Pt. 1” i „Don't Tell It”.
- „South Bronx” James Brown „Get Up Offa That Thing”, „Get Up, Get Into It, Get Involved”.
- „Dope Beat” AC/DC „Back In Black”.
- „The Bridge Is Over” Sly & Robbie „Boops” oraz Billy Joel „It's Still Rock and Roll”.
- „Super Hoe” Captain Sky „Super Sporm” oraz Esther Williams „Last Night Changed it All (I Really Had a Ball)”.
- „Criminal Minded” Syl Johnson „Different Strokes”, Trouble Funk „Let's Get Small” oraz The Beatles „Hey Jude”.

## Wpływ
- W piosence Jennifer Lopez Jenny from the Block można usłyszeć fragmenty utworu South Bronx.
- Black Star w utworze Definition samplują Remix for P is Free.